# Азиська печера
Ази́ська (Азо́ська, Азох-Ворва́нська) печера (азерб. Azıx mağarası, вірм. Ազոխի քարանձավը) — печера біля села Азох Ходжавендського району Азербайджану.
Печера розташована на лівому березі річки Куручай. Вхід в неї знаходиться на висоті 900 метрів над рівнем моря, з півночі та півдня її оточує густий ліс. Має 7 виходів, з них 5 вивчені.
Під час досліджень в Азиській печері була знайдена нижня щелепа людини пренеандертальця. Це було видатне наукове відкриття, тому що в історії світової археології подібного роду знахідка була п'ятою за рахунком. Вона має дуже велику схожість з палеоантропологічними знахідками зі стоянки Тотавель на півдні Франції. Ця обставина дозволила антропологам вперше зробити висновок про існування великої області проживання пренеандертальців на території Європи. Влітку 1968 р. місцеві мисливці показали археологам два входи в різні гроти, над двома селищами. Згодом виявилося, що обидва входи пов'язані коридором площею не менше 8000 кв. м. З того часу до 1980 р. в печері велися розкопки. Було відновлено коридор, що розділяється 8 величними гротами з високими, 20-метровими куполами й 2-метровими сталактитовими колонами шириною 1,5 метра в обхваті. Археологи розкрили потужний шар ґрунту товщиною в 14 метрів, в якому вдалося простежити 10 різночасних шарів, що належать до різних стадій нижнього і середнього палеоліту: галькової культури, ашелю, мустьє. Найнижчі шари (1 — 1,5 млн років) вміщають примітивні кам'яні знаряддя т. н. галькової культури, що нагадують галькову культуру олдувайського типу (проточопери, грубі скребла, скребки з відщепів і т. д.).

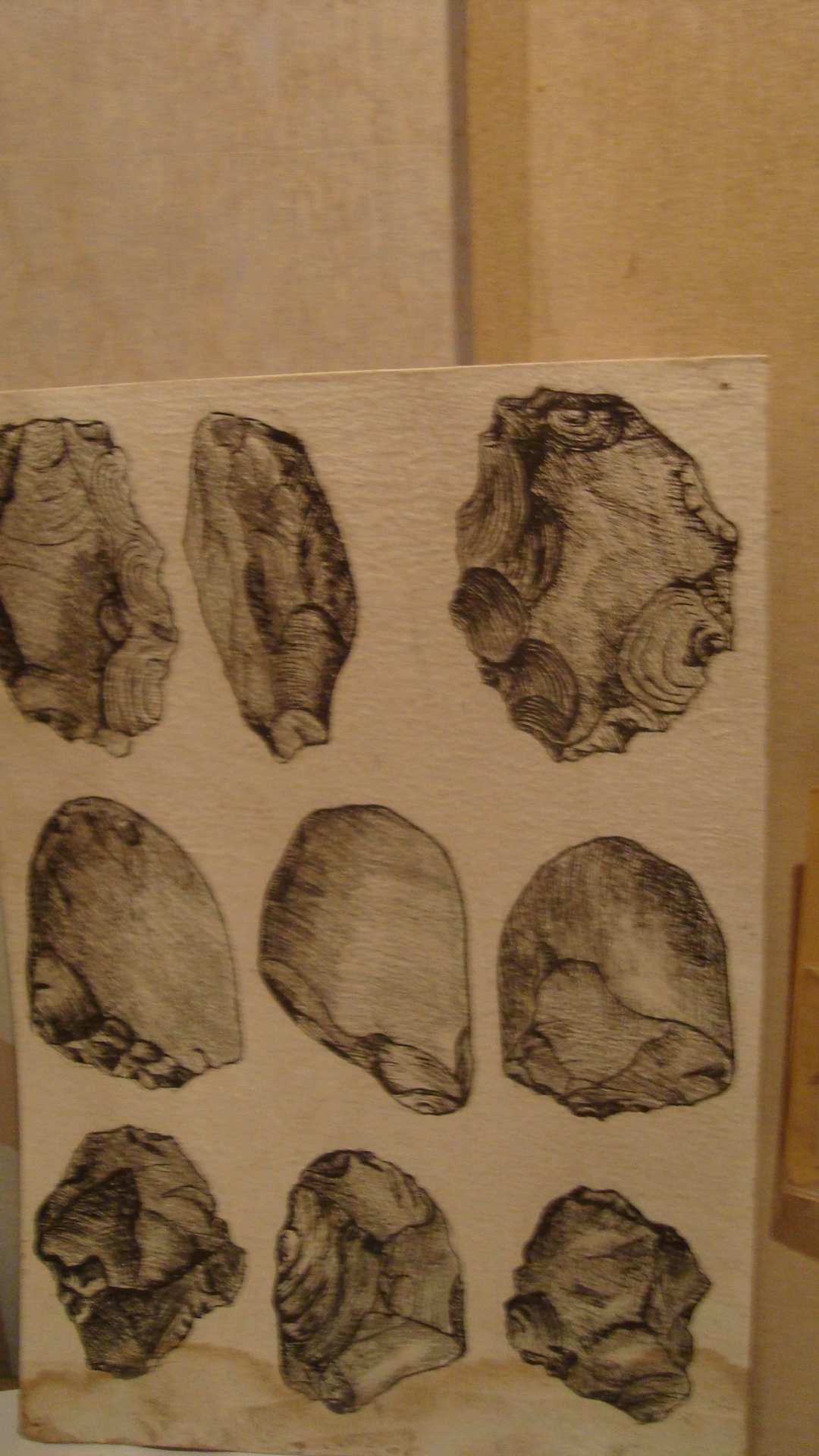
Археологічні знахідки

У печері були виявлені ведмежі кістки. На черепі ведмедя були подряпини, які стали вважати елементами первісного мистецтва людини. Черепи ведмедів були заховані в затишному місці печери. Мабуть, це пов'язано з віруваннями первісної людини. Люди жили в печері до останнього зледеніння, під час якого були змушені покинути район.
У печері знайдені залишки обнесених каменями вогнищ і примітивного житла (складене з каменів коло), що існувало приблизно 300 тис. років тому, схованкою неандертальців з черепами печерних ведмедів, як видно служили предметами культу. У 1968 р. були знайдені уламки нижньої щелепи давньої людини (молодої дівчини). Також в Азиській печері виявлено кістки доісторичних тварин — печерних ведмедів, шаблезубих тигрів і т. д.
Щорічні розкопки ведуться з 1999 року. З цією метою сформована міжнародна археологічна експедиція, в яку крім досвідчених фахівців в області палеоантропології, палеонтології, палеозоології, палеоботаніки та спелеології з ряду європейських університетів входять і фахівці з Вірменії та Нагірного Карабаху.

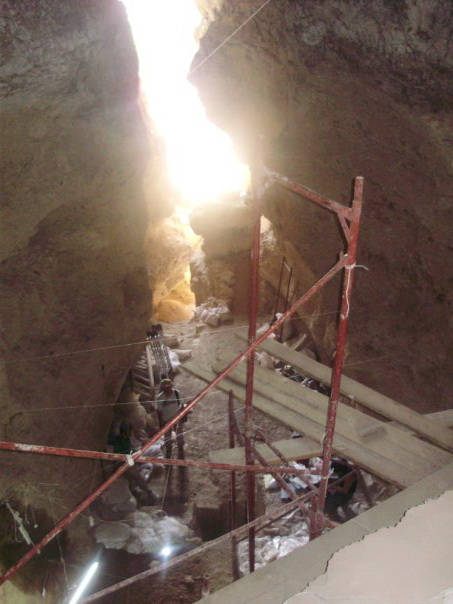
Вигляд з печери

Вчені вважають, що печера як мінімум 300 тисяч років тому була притулком людини. За попередніми даними, тут проживало 2 види первісної людини. За твердженням членів експедиції, Азих був важливим мостом на шляху переходу первісної людини з Африки до Азії і Європи. Особливий інтерес, за твердженням фахівців, представляє унікальна фауна цієї печери.
Члени експедиції вважають, що печера має величезну цінність для досліджень з цілого ряду наукових напрямків. Вони планують ще 20 років роботи в печері. Експедиція, діяльність якої з недавніх пір фінансується урядом НКР, готує фахівців на місці, вже є позитивний досвід в даному плані. Знайдений матеріал буде представлений як фахівцям для вивчення, так і звичайним відвідувачам для ознайомлення.
З 2001 року дослідження Азиської печери веде група вчених з Вірменії, Іспанії, Ірландії та Англії під керівництвом Іоланти Фернандес (Іспанія). Знайдено рештки печерного ведмедя — найдавніший зразок цього виду на території Європи (300 тисяч років), кам'яні знаряддя і кістки зі слідами таких знарядь. Роботи ведуться повільно (не більше одного місяця на рік) у зв'язку з відсутністю коштів. Найцінніші знахідки проходять обробку в Лондоні.
За твердженням фахівців, нинішні дослідження дозволять внести певну ясність навколо таких глобальних проблем, як антропогенез людини та міграція. З результатами своїх робіт в Азиській печері дослідники знайомлять світову громадськість на різних міжнародних конференціях.

## Галерея

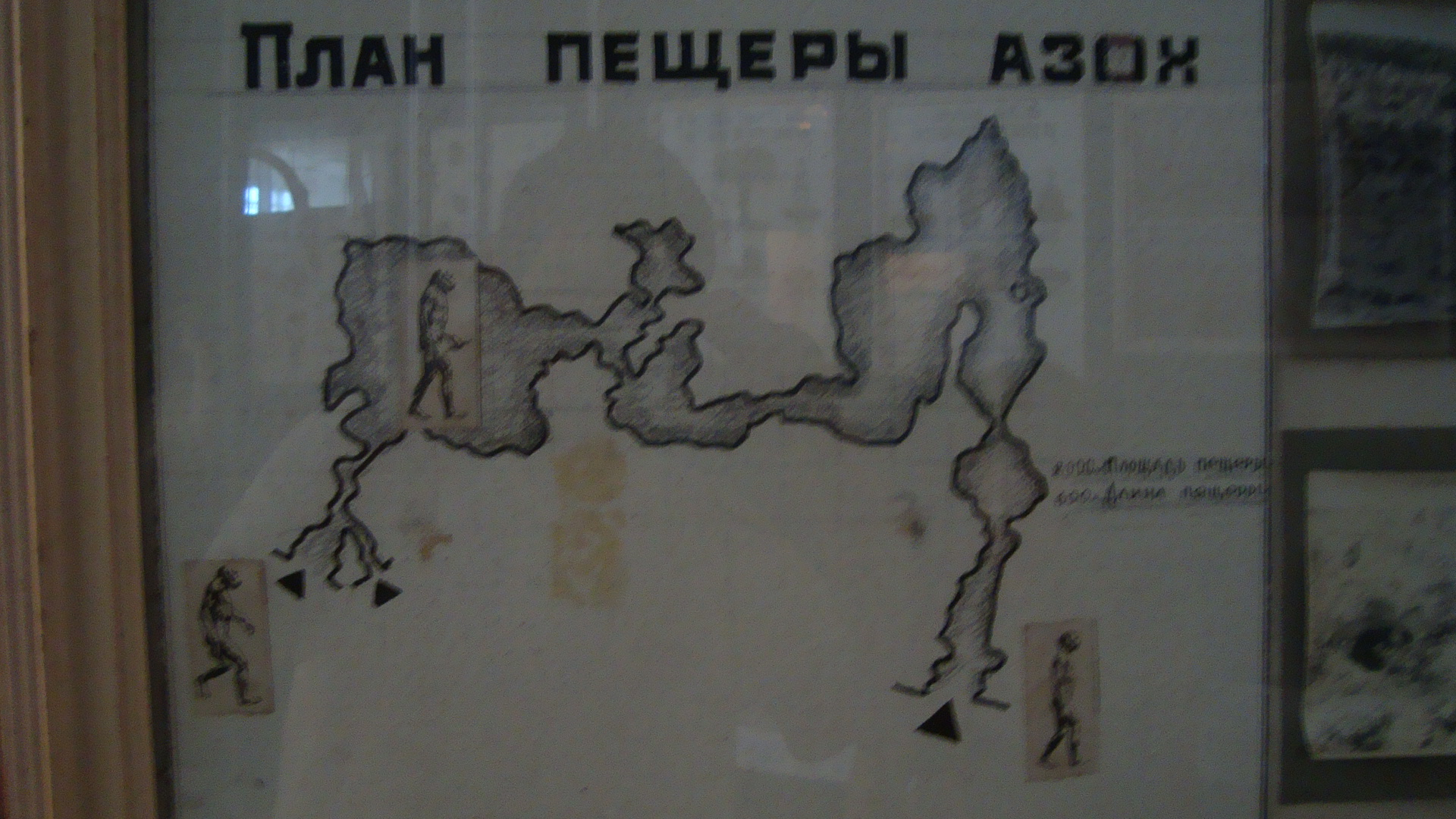
План печери
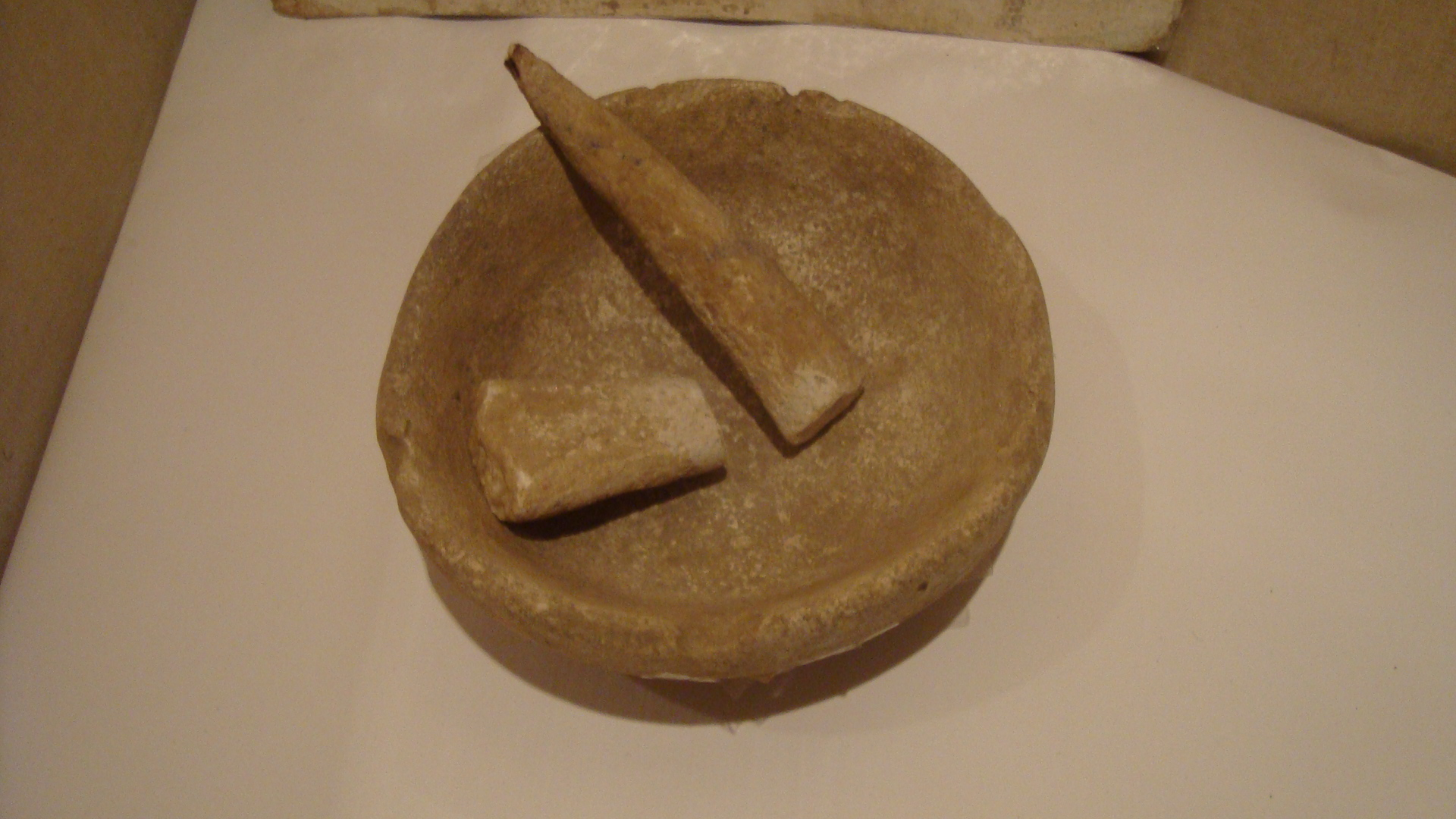
Посуд, який був знайдений у печері
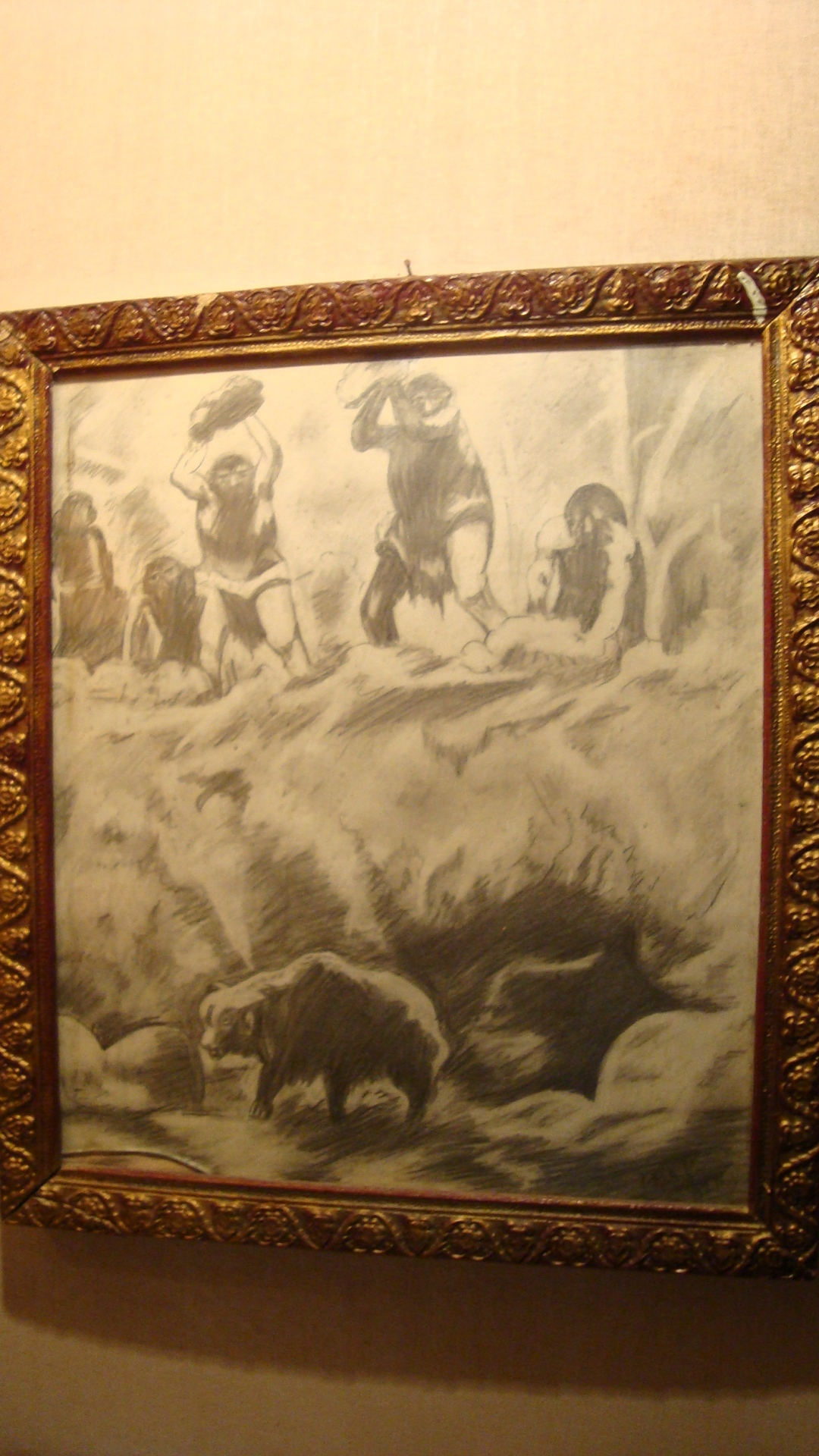
Малюнок печери у давнині
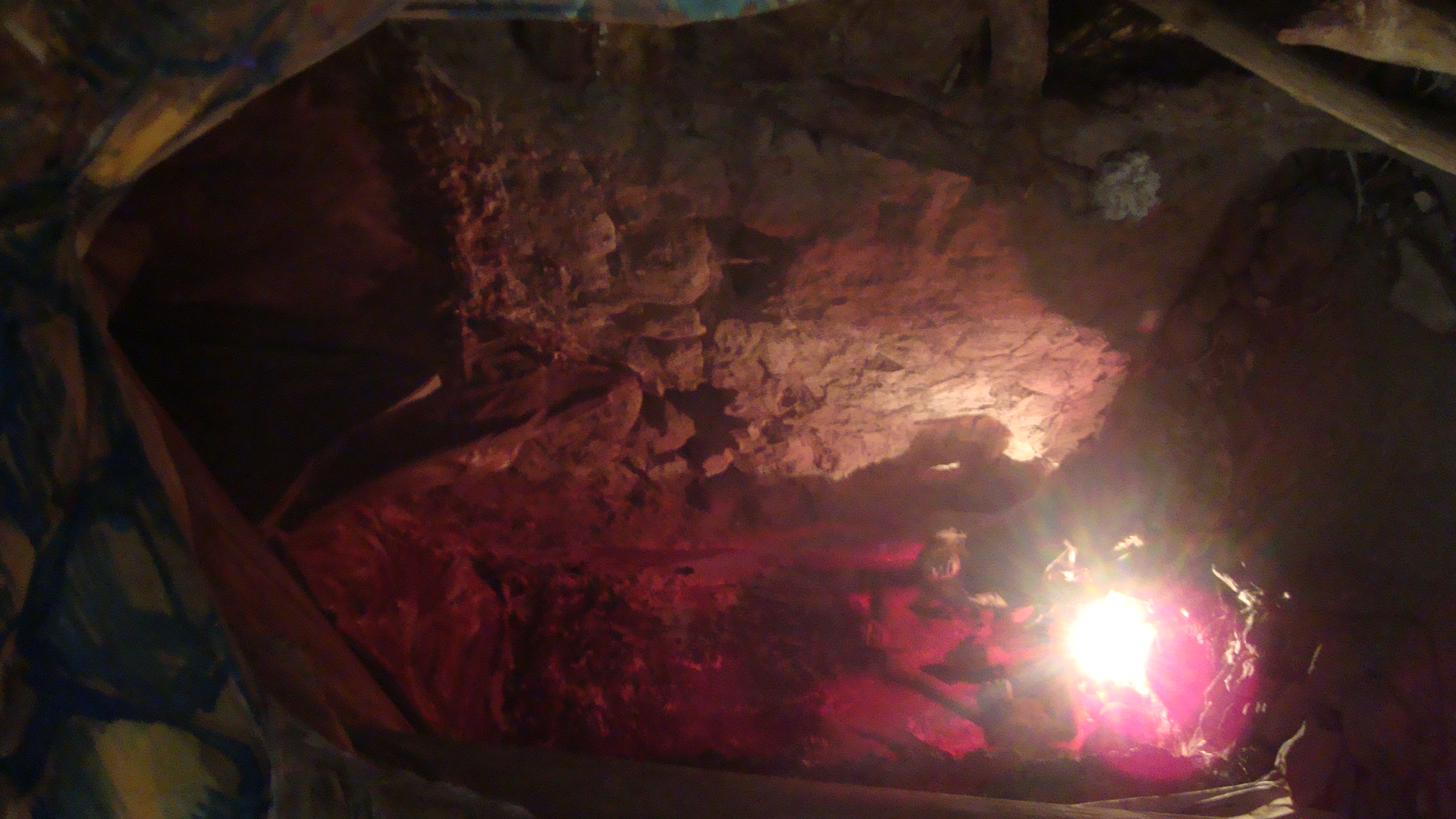
Наближена до реальності реконструкція входу у печеру

Експозиції зберігаються у Гадрутському краєзнавчому музеї імені Артура Мкртчяна.